# Edlesberger Teich
Der Edlesberger Teich (auch Edlesberger See) ist ein künstlich angelegtes Stillgewässer im Weinsberger Wald in Niederösterreich.
Der Teich, der zwecks touristischer Vermarktung oftmals auch als See bezeichnet wird, gilt als einer der ältesten Stauseen Österreichs. Angelegt wurde er im 18. Jahrhundert als Schwemmteich, wo er im Verbund mit anderen Teichen dem Transport des geschlägerten Holzes diente. Hierfür wurde der Teich aus mehreren Bächen gespeist, deren bedeutendster der Höllbach ist, welcher den Teich auch über eine im Südosten errichtete Schleusenanlage verlässt. Dort befindet sich auch die ehemalige Roßmühle.
Nach dem Niedergang der Holzwirtschaft im beginnenden 20. Jahrhundert wurde am Teich Fischzucht betrieben. Heute wird der Teich nurmehr touristisch genutzt und zählt mit rund 14 Hektar Wasserfläche zu den zehn größten Badeseen in Niederösterreich.